# 東近江市立能登川北小学校
東近江市立能登川北小学校（ひがしおうみしりつ のとがわきたしょうがっこう）は、滋賀県東近江市福堂町にある小学校。

## 沿革
- 1875年5月 - 栗見出在家と栗見新田を学区とし栗見学校創立
- 1875年9月 - 福堂学校創立
- 1886年 - 栗見学校が簡易科栗見新田小学校、福堂学校が簡易科福堂小学校に改称
- 1888年 - 簡易科栗見新田小学校が尋常科栗見新田小学校、簡易科福堂小学校が尋常科福堂小学校に改称
- 1892年 - 尋常科栗見新田小学校が栗見新田尋常小学校、尋常科福堂小学校が福堂尋常小学校に改称
- 1914年 - 栗見新田尋常小学校と福堂尋常小学校が合併し栗見尋常小学校創立
- 1920年 - 栗見尋常高等小学校に改称
- 1941年 - 栗見国民学校に改称
- 1942年 - 能登川北国民学校に改称
- 1947年 - 能登川町立能登川北小学校に改称
- 2006年 - 東近江市立能登川北小学校に改称

## 交通アクセス
- 東近江市コミュニティバス「ちょこっとバス」の「能登川北小前」停留所

## 主な進学先
- 東近江市立能登川中学校

## 周辺施設
- 愛知川